# ダグラス・ハートリー
ダグラス・レイナー・ハートリー（Douglas Rayner Hartree、PhD, FRS、1897年3月27日 - 1958年2月12日）は、イギリスの数学者兼物理学者で、数値解析の発展への貢献、ハートリー-フォック方程式の原子物理学への応用、メカノによる微分解析機の製作で知られている。姓はハートレーと表記されることもある。

## 学生時代まで
イングランドのケンブリッジで生まれる。父ウィリアムはケンブリッジ大学で工学講師を勤め、母エヴァ・レイナーは National Council of Women の会長で、ケンブリッジ市長も務めていた。曽祖父の1人はサミュエル・スマイルズで、別の曽祖父ウィリアム・ハートリーは造船技師だった。3人兄弟の長男だったが、弟2人は成人する前に亡くなった。
ケンブリッジ大学セント・ジョンズ・カレッジに入学したが、第一次世界大戦で学業が中断。アーチボルド・ヒルの下で対空弾道学の研究開発に取り組み、必要な計算のほとんどを紙と鉛筆で行い、実用的な計算と微分方程式の数値解法について関心を持つと共に計算スキルも身につけた。第一次世界大戦後ケンブリッジに戻り、自然科学の学士課程を卒業。

## 原子構造の計算
1921年、ニールス・ボーアがケンブリッジを訪れたことからボーアの原子模型に自身の計算スキルを応用することを思い立ち、1926年にPh.D.を取得した。指導教官はアーネスト・ラザフォードである。同年、シュレーディンガー方程式が公表されると、それに微分方程式と数値解析の知識を適用して黎明期の量子力学に貢献。原子内の電子の分布を表すハートリー方程式を導出し、自己無撞着場の解法を提案した。ここから導出される波動関数はパウリの排他原理を満たさないことから、スレイターが行列式関数が必要であることを示した。ウラジミール・フォックが発表した "equations with exchange" は今ではハートリー-フォック方程式と呼ばれている。それらはハートリーが提案した交換寄与の効率的計算方法を使っても多大な計算を要する。

## マンチェスター時代
1929年、マンチェスター大学数学科で応用数学の教授となった。1933年、マサチューセッツ工科大学のヴァネヴァー・ブッシュを訪問し、微分解析機について詳しく学ぶ。マンチェスターに戻るとすぐさまメカノを使って微分解析機の製作を始めた。その機械を使って数値解析の可能性がさらに広がることを確かめ、ロバート・マクドゥーガル卿にさらに丈夫な機械への資金援助を要請。その機械はメトロポリタン＝ヴィッカースと共同製作することとなった。
その機械の最初の用途はハートリーの鉄道ファンとしての面が発揮され、ロンドン・ミッドランド・アンド・スコティッシュ鉄道の時刻表の計算だった。その後10年間、物理学における様々な微分方程式を微分解析機で解くことに費やした。それには、制御理論、流体力学の境界層理論など、様々な分野への貢献が含まれる。
微分解析機は交換相互作用の方程式を解くのには向いていなかった。それについて研究していたころフォックの論文が発表され、ハートリーは電磁波の伝播へと方向転換し、アップルトン-ハートリーの式を導き出した。1935年、父ウィリアム・ハートリーが息子のために計算することを申し出、間もなく交換相互作用を考慮した結果が得られた。ダグラスは配置間相互作用の重要性を認識し、それを "superposition of configurations"（配置の重ね合わせ）と称した。1939年、ハートリー親子と Bertha Swirles の連名で、最初の多配置ハートリー-フォック法 (MCHF) に関する論文を発表した。
1935年、Bertha Swirles はハートリーの助言を得てディラック方程式を使って原子間の交換相互作用の方程式を導出。1940年、ハートリーの助言から R. B. Lindsay の学生 A. O. Williams が（交換相互作用を無視した）初の相対論的方程式を発表した。

## 第二次世界大戦
第二次世界大戦中、ハートリーは2つの計算グループを指揮していた。1つは軍需省のためのグループで、メンバーだったジャック・ハウレットは微分方程式を解く工場だったと記している。第二次世界大戦勃発時、マンチェスター大学の微分解析機はイギリス国内最大のものだった。それが戦争の準備のために徴発された。目標の自動追尾、電波伝播、水中での爆発、鋼鉄における熱伝導、後に同位体分離のためと判明した拡散方程式といった問題が持ち込まれた。
第二のグループは、フィリス・ニコルソン、デイヴィッド・コープリー、オスカー・ブネマンによるマグネトロン研究グループである。これはレーダー開発を支援する作業だった。微分解析機は積分機の数が足りなかったため、ハートリーはグループ3人に機械式計算機を操作する "CPU" の役目を与えた。彼が選択した解法は後に古典的粒子シミュレーションと呼ばれる方法だった。ハートリーはマグネトロン関連での研究成果は学術誌に全く発表していないが、戦時中に極秘の技術報告書をいくつも書いている。
1944年4月、ハートリーを含むある委員会がイギリス国立物理学研究所 (NPL) 内に数学部門を創設することを推奨した。同年10月に推奨通りに数学部門が作られ、電話用装置の科学機器への転用の可能性と高速計算のための電子計算機器の開発が当初の任務とされた。このときメンバーの一部は Colossus のことを知っていた可能性がある。ジョン・R・ウォマズリーが初代の管理者となった。1945年2月、彼はアメリカに2カ月行き、製作中のENIACなどを見学した。また、1945年6月のノイマンのEDVAC草稿も入手した。約2カ月後、ハートリーも極秘扱いだったENIACを見学している。

## 戦後
1946年2月、Colossusにも関わったマックス・ニューマンが、マンチェスター大学で汎用コンピュータを製作するための資金提供を王立協会に対して要請する提案書を送った。王立協会はその提案に助言させるため、ハートリーとNPL所長だったチャールズ・ゴールトン・ダーウィンを差し向けた。ハートリーは資金提供を勧めたが、NPLではチューリングのACEを製作中で、ダーウィンはACEだけで国内の計算需要をまかなえるとして資金提供に反対した。結果としてハートリーの意見が採用され、マンチェスター大学で一連のコンピュータが製作される端緒となった。
その後制御システムの研究を行い、初期のデジタルコンピュータの利用にも関わった。アメリカ陸軍がENIACで弾道計算する際にも助言している。1946年夏、ENIACを各種科学技術計算に利用可能かを評価するため再びアメリカへ出張し、一般市民として初めてENIACのプログラミングを行った。そこで、翼上を音速を超えた気流が流れる際の状態を計算する問題を選択した。
1945年末または1946年初め、ケンブリッジ大学のモーリス・ウィルクスにアメリカで見てきたコンピュータ開発状況を伝えている。ウィルクスは後に招待を受けてENIACを製作したムーアスクールのレクチャーを受けた。そのためにアメリカに発つ直前にもハートリーからENIACについて詳細を訊ねている。ウィルクスはイギリスに戻る船上でEDSACの設計を考え、EDSACは1949年5月に稼働開始となった。ハートリーはウィルクスと密に連携し、主にコンピュータを様々な問題を解くのに利用する面で協力した。これは、大学の各学部がコンピュータを研究に利用できるのだと周知させる意味で重要だった。
1946年、数理物理学の教授としてケンブリッジ大学に戻った。同年10月、“Calculating Machines: Recent and Prospective Developments and their impact on Mathematical Physics”（計算機: 最近と将来の発展および数理物理学への影響）と題した教授就任講演を行った。そこで、ENIACとENIAC上で自身が行ったことを説明している。1946年といえば、プログラム内蔵方式のコンピュータが登場する2年前だが、ハートリーは講演でサブルーチンの必要性を述べていた。講演の最後にハートリーはコンピュータが将来するだろうことを予測している。「経済学、医学、社会学には関心が寄せられている重要な多数の問題があるが、それらは計算があまりにも大変なために研究が進んでいない」と述べている。
1946年11月7日、デイリー・テレグラフ紙にハートリーのインタビューが掲載された。その中で彼は「この機械の持つ意味は非常に大きく、我々はそれらが我々の文明にどう影響するか想像できない。例えば、人間のある活動を1000倍の速さで行う何かがあるとしよう。これを交通手段の分野で考えれば、ACEはロンドンからケンブリッジまで…5分で移動できることに相当する。それは想像を絶する」と述べている。
1947年前半、ロンドンの飲食業者J・リヨンズ・アンド・カンパニーがENIACのことを聞きつけ、同年夏に少人数のチームをアメリカに送り込んで視察した。これは、同社の膨大な会計業務と管理業務にコンピュータが使えるのではないかと考えたためである。そのチームはプリンストン高等研究所でハーマン・ゴールドスタイン大佐と面会し、ゴールドスタインがハートリーに研究内容を彼らに教えるよう手紙を書いた。手紙を受け取ったハートリーはリヨンズの代表者をケンブリッジに招待する手紙を書き、ウィルクスと共に面会することになった。これによりEDSACの商用版をリヨンズ向けに開発することになり、LEOという世界初のビジネス用コンピュータが誕生した。
1950年、ハートリーはコンピュータの潜在的需要について見積もりを行った。その時点でケンブリッジとマンチェスターとNPLに1台ずつコンピュータがあったが、ハートリーはスコットランドにあと1台あれば計算需要をまかなえるとした。これは当時としては一般的な見方だった。
ケンブリッジでハートリーが最後に教え Ph.D. を取得したシャーロット・フローゼ・フィッシャーは多配置ハートリー-フォック法 (MCHF) をコンピュータプログラムとして実装したことで知られている。
1958年2月12日、ケンブリッジにて心不全で死去。

## 栄誉
- 王立協会フェロー (1932)
- ハートリーというエネルギーの単位は、彼にちなんで名付けられた。

## 著作
- Hartree, D. R. (1949). Calculating Instruments and Machines. Urbana: University of Illinois Press (also (1950) Cambridge University Press)
- Hartree, D. R. (1952). Numerical Analysis. Oxford University Press
- Hartree, D. R. (1957). The calculation of Atomic Structures. New York: Wiley & Sons
- Hartree, D. R. (1984). Calculating Machines: Recent and prospective developments and their impact on Mathematical Physics and Calculating Instruments and Machines. The Charles Babbage Institute reprint series for the History of Computing. Vol. 6. Cambridge, USA: MIT Press